# Дан Хорія Мазілу
Дан Хорія Мазілу (рум. Dan Horia Mazilu; 20 квітня 1943, Пітешть — 16 вересня 2008, Бухарест) — румунський історик літератури, славіст.

## Біографія
Вчився в середній школі в Пітешті (1957—1961) та на факультеті слов'янських мов Бухарестського університету (1961—1966). Спочатку він був викладачем на факультеті слов'янських мов. Після 1990 року став викладачем кафедри румунської літератури, пройшов усі викладацькі ступені, врешті-решт став професором університету. Був підготовчим, асистентом та викладачем університету на кафедрі слов'янських мов, потім доцентом та професором кафедри історії румунської літератури факультету літератури Бухарестського університету. Доктор філологічних наук з дисертацією Праця гуманіста Удріште Нестуреля в контексті румунсько-слов'янських відносин (1972). Професор Дан-Хорія Мазілу був запрошений викладати румунську мову та літературу в Софійському університеті (Болгарія) та Віденському університеті (Австрія).

У 1994—2004 роках був деканом літературного факультету в Бухаресті. У 2001 році він був обраний членом-кореспондентом Румунської академії, а останні роки обіймав посаду директора бібліотеки Румунської академії в Бухаресті.